# Peñón de los Baños
Peñón de los Baños är en ort i Mexiko.   Den ligger i kommunen San Miguel de Allende och delstaten Guanajuato, i den centrala delen av landet, 240 km nordväst om huvudstaden Mexico City. Peñón de los Baños ligger 2 012 meter över havet och antalet invånare är 283.
Terrängen runt Peñón de los Baños är platt norrut, men söderut är den kuperad. Runt Peñón de los Baños är det ganska tätbefolkat, med 108 invånare per kvadratkilometer. Närmaste större samhälle är Derramadero Segundo, 11,5 km nordost om Peñón de los Baños. Trakten runt Peñón de los Baños består i huvudsak av gräsmarker.